# Ópera de Piper
La Ópera de Piper (en inglés: Piper's Opera House) es un lugar histórico para las artes escénicas en la ciudad de Virginia, en el condado de Storey, en Nevada en los Estados Unidos. El espacio sirvió como un centro de entrenamiento en 1897 para el campeón de boxeo Gentleman Jim Corbett, en preparación para su pelea por el título con Bob Fitzsimmons. La estructura actual fue construida por el empresario John Piper en 1885 para reemplazar a su casa de la ópera de 1878 que se había incendiado. La sede de 1878, a su vez, había sustituido la sede de 1863 que fue destruido por el gran incendio en 1875 en la ciudad de Virginia.